# منغل شوبهاتجرا
منغل شوبهاجترا (بالبنغاليةমঙ্গল শোভাযাত্রা)هو موكب جمهوري يحدث في فجر اليوم الأول من السنة الجديدة عند البنغاليين في بنغلاديش.
يتم تنظيم الموكب من قِبَل معلمين وطلاب قسم الفنون الجميلة في جامعة دكا.
يُعتَبر المهرجان تعبيراً عن التماثل المدني للبنغلاديشيين وطريقة لتحسين الوحدة بينهم.
تم الإعلان عنه كإرث ثقافي ملموس من خلال منظمة الأمم المتحدة للعلوم والثقافة في عام 2016م.

## لغوياً
العبارة البنغالية 'منغل شوبهاجترا' تعني: المسيرة جيدة الحدوث.

## التاريخ

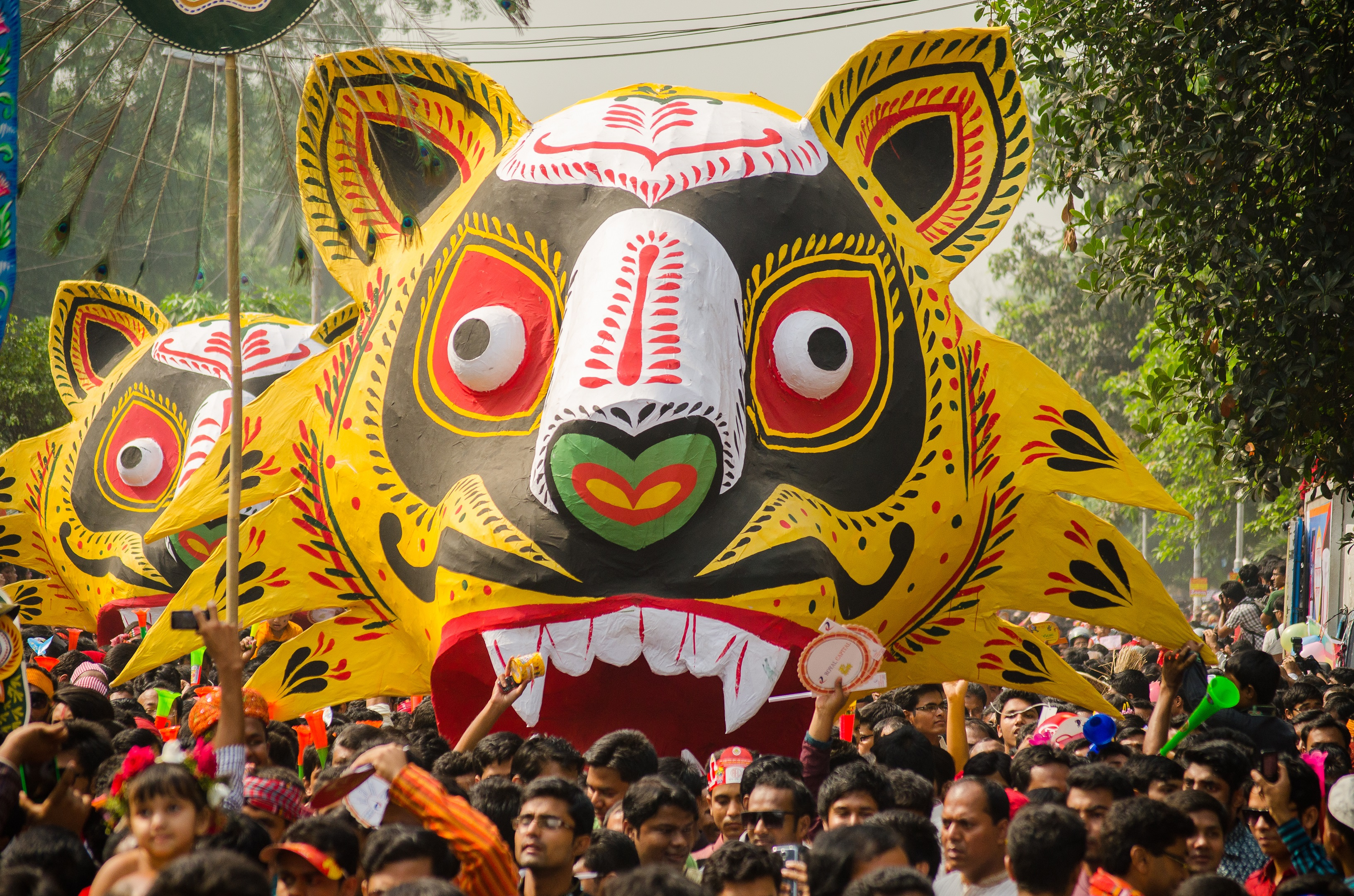
ورقة كبيرة تحتوي على نسخة طبق الأصل للنمر البنغالي تم حملها في 'منغل شوبهاجترا'

مسيرة الإحتفال بدأت ملاحظتها بدايةً في عام 1989 عندما كان الحاكم الأرقراطي حسين محمد إرشيد حاكم البلاد.الذي أصبح حاكماً للبلاد في الفترة الإنقلابية الشاحبة.
في ذلك الوقت، كانت البلاد تتعرض للحكم العسكري الديكتاتوري وتعاني من الفياضانات.
بدأت المسيرة أوجها في جامعة دكا من قبل أُناسٍ عدة، أهمهم «نور حسين» -توفت- ، طلاب الفنون الجميلة في جامعة دكا قرروا الثبات في وجه السلطة الحاكمة من خلال تنظيم «منغل شوبهاجترا».
في كل سنة آلآف الناس يشاركون في المسيرة التي تعرض نسخ عظيمة طبق الأصل عن الطيور، الأسماك، الحيوانات ومواضيع أخرى. سباق السيارات، السلام، والقيادة بعيداً عن الشر للسماح بالتقدم.
يعتبر وسيلة للتعبير عن الوحدة المدنية للشعب البنغلاديشي..وتحقيق للوحدة بينهم بغض النظر عن: الطبقات، الاعمار، المعتقدات الدينية والجنس.

## منظمة الأمم المتحدة للعلوم والثقافة
في عام 2014م جمعت الأكاديمية البنغلاديشية ملف التعيين الخاص بالمهرجان الذي تم تحسينه من قبل وزارة الثقافة البنغلاديشية وتم تقديمه لمنظمة الأمم المتحدة للعلوم والثقافة.
في 30/11/2016 تم اختياره كإرث تاريخي ملموس من قبل اللجنة الحكومية الداخلية واعتباره محمياً من قبل منظمة الأمم المتحدة للعلوم والثقافة في ال الحادي عشر من العام الدراسي نفسه. الذي تم في اديس ابابا، اثيوبيا.